# Faith Bacon
Faith Bacon (Los Ángeles, California; 19 de julio de 1910 - Chicago, Illinois; 26 de septiembre de 1956) fue una bailarina erótica, vedette y actriz de burlesque estadounidense. Durante el apogeo de su carrera, fue catalogada como "La bailarina más bella de Estados Unidos".

## Carrera
La carrera de Bacon en el burlesque comenzó en la década de 1920 en París. Mientras estaba en esa capital, conoció a Maurice Chevalier y más tarde debutó en su revista. Durante su carrera, usó burbujas, flores y abanicos en sus rutinas de baile desnuda.
Después de regresar a los Estados Unidos, apareció en Broadway en Vanities de Earl Carroll desde agosto de 1928 hasta febrero de 1929. El programa enumeró su actuación como "Fan Dance - Heart of the Daisies". Siguió bailando en Fioretta y Sketch Book del mismo autor, en 1929 y 1930, respectivamente. En julio de 1930, apareció con "un desnudo principal" en otra producción de Vanities de Carroll. Inicialmente realizó una rutina en la que permanecía desnuda e inmóvil en el escenario mientras las luces "tocaban" su cuerpo. En ese momento, en la exposición indecente, las leyes prohibían a los bailarines moverse mientras aparecían desnudos en el escenario. Según Bacon, ella y Carroll intentaron varios trucos diferentes para sortear estas leyes antes de que finalmente se les ocurriera la idea del baile con abanicos, que fue un éxito inmediato. 
El 9 de julio de 1930, la policía allanó el Teatro New Amsterdam y arrestó a Bacon, Earl Carroll y otros miembros del elenco por "dar una actuación indecente".  Ella estaba apareciendo en una escena titulada "Una ventana en Merls". Aunque el show sufrió algunos cambios después de la redada, Bacon continuó realizando la danza con abanicos. Sin embargo, Earl declaró que Bacon usaba un "arreglo de gasa" durante la presentación y no estaba completamente desnuda. En agosto de 1930, un gran jurado decidió no acusar a Bacon, Carroll y sus compañeros de reparto.
Luego de su actuación en las Vanities, apareció en las Ziegfeld Follies de 1931. En 1933, fue a Chicago para actuar en la Exposición Universal de 1933 después de enterarse de que también actuaba una bailarina rival, Sally Rand. Bacon se presentó como "The Original Fan Dancer". 
Después de aparecer en la Feria Mundial en 1933, la carrera de Bacon comenzó a declinar. A lo largo de los años, se había ganado la reputación de ser difícil. Mientras trabajaba en el espectáculo Temptations en el invierno de 1936 en el Lake Theatre de Chicago, se cortó los muslos cuando cayó a través de un tambor de cristal sobre el que estaba posando desnuda. Los cortes dejaron cicatrices en sus muslos y más tarde demandó a la Lake Theatre Corporation por $ 100.000 en daños. Más tarde se conformó con $ 5.000 que gastó en un diamante de diez quilates. El accidente le dejó cicatrices y dolor en las piernas, lo que disminuyó sus habilidades para bailar.
En octubre de 1938, demandó a la bailarina Sally Rand por $375.000 en daños y solicitó una orden judicial que le impidiera hacer la danza con abanicos que Bacon aún sostenía que fue en realidad ella la que la ideó. Bacon acusó a Rand de robarle el baile. Rand negó las acusaciones de Bacon, alegando celos profesionales. 
En 1938, Bacon hizo su única aparición cinematográfica como actriz en Prison Train, dirigida por Gordon Wiles, en la que interpretó el papel de "Maxine". Apareció en la película en 1942 en dos grabaciones cortas: "Lady with the Fans" y "Dance of Shame", dirigida por Josef Berne.
El 23 de abril de 1939, fue arrestada por segunda vez por conducta desordenada después de realizar un truco publicitario en Park Avenue en la ciudad de Nueva York. Bacon, quien tenía programado hacer un "Baile de Abanicos" en la Feria Mundial de Nueva York de 1939 la semana siguiente, se vistió con unas "briznas de chifón" y hojas de arce mientras paseaba un cervatillo sujeto con una correa.
A lo largo de la década de 1940, continuó actuando en varios clubes nocturnos y sedes por todo Estados Unidos. 
En 1948, fue contratada para encabezar una revista, sin embargo, en el último día de la actuación, afirmó que le debían $5,044.00 en salario atrasado. Afirmó que el propietario intentó una campaña de terror y demandó al promotor del carnaval por $55.444, acusándolo de poner tachuelas en el escenario en el que bailaba descalza. Bacon perdió el caso. 
A mediados de la década de 1950, intentó iniciar una escuela de danza en Indiana, pero fracasó y se la encontró inconsciente después de haber ingerido una sobredosis de pastillas para dormir. Después de eso, no pudo obtener un empleo y se quedó sin dinero. Elaine Stuart, una bailarina que había trabajado anteriormente con Bacon, estaba con su esposo cuando reconoció a Bacon en un callejón cuando la pareja salía por una puerta de un teatro en Seattle, Washington. Se sorprendió con su aspecto de persona sin hogar y le ofreció algún dinero, pero ella se excusó y alejó. 
Para 1956, Bacon estaba viviendo en Erie, Pennsylvania, pero decidió viajar a Chicago para buscar trabajo. Al llegar, se registró en un hotel y buscó empleo pero no pudo encontrar ninguno.

## Suicidio
El 26 de septiembre de 1956, Bacon saltó por la ventana de su habitación del hotel donde se hospedaba, cayendo dos pisos antes de aterrizar en el techo de un edificio adyacente. La compañera de cuarto de Bacon, la empleada de una tienda de ultramarinos Ruth Bishop, trató de intervenir agarrándole la falda cuando salía por la ventana, pero Bacon se soltó de su agarre. Sufrió una fractura de cráneo, un pulmón perforado y lesiones internas. Murió esa noche en el Hospital Grant. 
Bishop luego dijo que Bacon parecía estar deprimida antes de su muerte. En el momento del suicidio, la bailarina no tenía dinero y se había separado de su esposo, el compositor Sanford Hunt Dickinson. El gremio estadounidense de artistas de variedades reclamó su cuerpo y organizó el entierro. Está enterrada en el cementerio de Wunder en Chicago.